# Santa Tereza do Tocantins
Santa Tereza do Tocantins est une municipalité brésilienne située dans l'État du Tocantins.